# 歐尼斯特·湯普森·西頓
歐尼斯特·湯普森·西頓（1860年8月14日—1946年10月23日）是一位蘇格蘭裔加拿大人（和歸化美國公民），作家，野生動物藝術家，叢林印地安人創始人和美國童軍的創始先鋒之一。西頓对世界童軍運動創始人羅伯特·貝登堡也产生了十分重要的影响。他的童軍相關名著包含了《丛林印地安人的白桦树皮卷》（The Birch Bark Roll of the Woodcraft Indians）和《童軍手冊》。在他的努力之下，美國原住民文化對美國童軍运动和近代美国社会的发展都产生了深远的影响。

## 早年生活
- 西顿的父母是苏格兰人，西顿出生在达勒姆郡（现在的南泰恩赛德）的南希尔兹。
- 1866年，西顿的家人移居英属北美，此时西顿才六岁。他童年的大部分时间都是在多伦多度过的。青年时代，为了躲避虐待他的父亲，西顿移居到树林中绘制和研究动物。他后来在英国伦敦获得了一个皇家艺术学院的奖学金。
- 后来他违抗父亲的意见，将自己的名字改为欧尼斯特·汤普森·西顿（Ernest Thompson Seton）。因为他认为西顿这个名字对他的父系家族来说意义重大。
- 当他作为一个自然主义者（博物学家）在加拿大曼尼托巴省工作时对狼群产生了极大的兴趣。作为一个作家、艺术家和博物学家，西顿取得了事业上的成功。为了继续发展自己的事业，他搬到了纽约。
- 后来他搬到了Wyndygoul，这是他建在康涅狄格州格林威治科斯科布的一处房产。当地的青年故意破坏了他的房子，但西顿并没有追究他们的责任，反而在周末邀请他们来他的住处，并给他们讲述美国原住民（美洲印第安人）和自然的故事。
- 他在1902年成立了“叢林印地安人”这个组织,并邀请当地的青年加入。尽管名称叫做“叢林印地安人”,但该组织的成员都是非印第安裔的男孩和女孩。这些故事后来成为《家庭妇女杂志》（the Ladies Home Journal）上的一个系列文章并最终在1906年被结集成为《丛林印地安人的白桦树皮卷》（The Birch Bark Roll of the Woodcraft Indians）一书。

## 童军运动

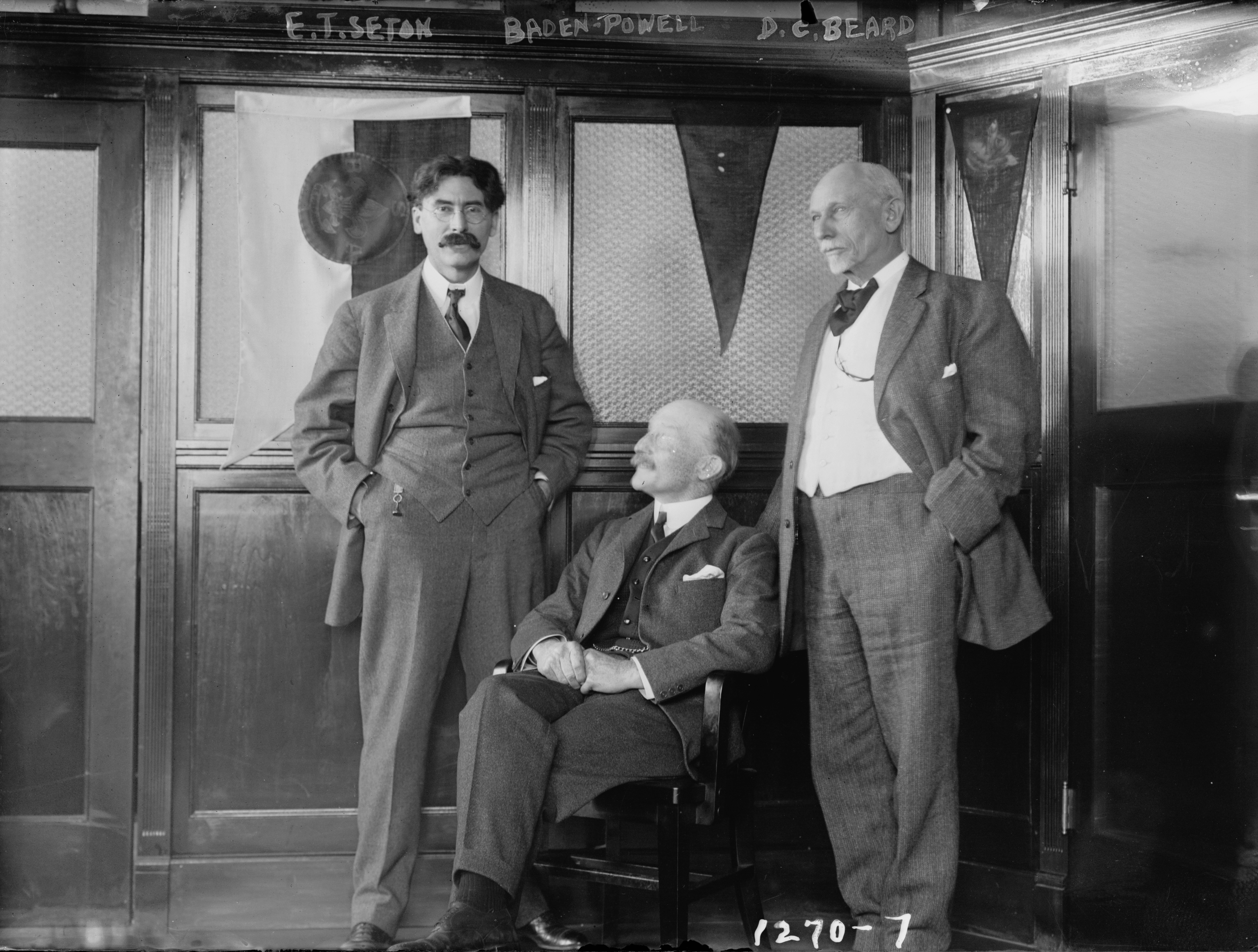
西顿和罗伯特·贝登堡（坐）、丹尼尔·卡特·毕尔德（右侧）的合影

1906年，西顿会见了童军运动的创始人——罗伯特·贝登堡。罗伯特·贝登堡读了西顿的书——《丛林印地安人的白桦树皮卷》（The Birch Bark Roll of the Woodcraft Indians），并产生了极大的兴趣，两人交换并分享了彼此的想法。

后来，贝登堡去开展全球性的童军运动，而西顿则领导了美国童军（BSA）的创建，并成为第一位首领。他的丛林印第安人（一个青年组织）加上来自YMCA和其他组织的对童军运动的尝试构成了美国童军运动。西顿和丹尼尔·卡特·毕尔德的工作，在很大程度上奠定了传统童军运动的基础。

## 写作生涯、余生

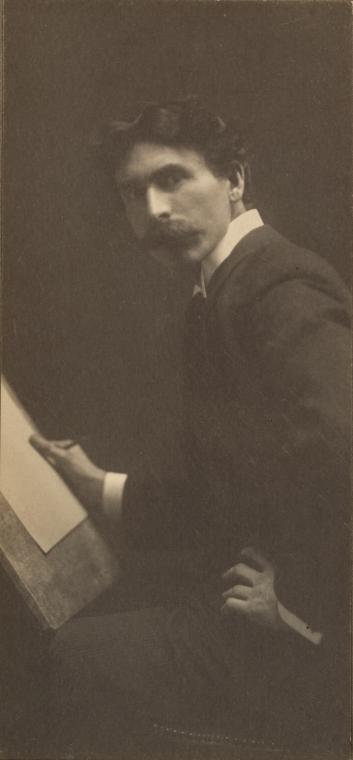
西顿在他写作生涯的前期

- 西顿是动物小说的先驱，他最受欢迎的作品就是1898年出版的《我所知道的野生动物》，其中包括著名的狼王羅伯的故事。这部书发表之后，西顿实现了经济上的独立，并与美国总统西奥多·罗斯福建立了友谊[1]。
- 在美国博物学家约翰·巴勒斯于1903年在《大西洋月刊》上发文抨击使用过多感性的方式编写动物故事的文章后，西顿就被卷入了一场关于自然写作中理性与感性的文学争论中（自然騙徒之爭）。这场争论持续了四年之久，众多美国环保和政治人物被卷入其中，包括总统西奥多·罗斯福。
- 因为他的著作《生活的野生动物》，西顿于被1928年被美国国家科学院授予丹尼尔·吉罗·艾略特奖。
- 在1931年，他成为美国公民。
- 20世纪30年代中期到40年代初期，他加入了圣达菲艺术与文学社团。这是一个艺术家和作家聚集的团体，包括作家、艺术家阿尔弗雷德·莫朗，雕塑家、画家克莱姆·赫尔，画家乔治亚·奥基夫，画家兰德尔·戴维，画家雷蒙·琼森，艺术家伊利索·罗德里格斯等人。
- 西顿最终病逝于新墨西哥州北部的西顿村，享壽86岁，在阿布奎基火化。
- 1960年，为纪念西顿诞辰100周年和圣达菲350周年纪念，他的女儿迪伊（Dee）和他的外孙（西顿·寇蒂尔，安雅的儿子）从飞机上举行了骨灰分撒仪式。
- 西頓被譽為「動物文學之父」[2]。

## 遗产
- 在圣达菲的西顿城堡,曾作为西顿最后的居所,安置他的许多其他的东西。西顿城堡在2005年被烧毁，幸运的是所有的艺术品、手稿、书籍等,已被提前修复并转移。
- 圣达菲的一个教育机构“爱学习”学院在2003年获得了西顿城堡的收藏品。新学院中心于2010年开放,其中将包括一个画廊、收藏的艺术品和西顿遗产项目的一些其他的材料。这个项目在2010年5月23日在新墨西哥州历史博物馆已经组织了一次西顿主要遗产的展览会,后来还整理成目录发表：《欧尼斯特·汤普森·西顿：一个艺术家、自然资源保护论者的一生和他的遗产（Ernest Thompson Seton: The Life and Legacy of an Artist and Conservationist）》。
- 在加拿大的多伦多有以西顿名字命名的公园。

## 著作

### 作品特色: 写实的动物故事
- 西顿笔下的动物小说是一些写实的动物故事，即用小说的形式写成的动物传记。
- 西顿的作品都建立在广泛的调查、细致的观察和深刻的认识的基础上。
- 西顿动物小说中的动物即不是徒具动物外形的人，也不是单纯的被本能驱使机械式的动物。他们是有感情、有理智，值得被人尊敬的生灵。
- 西顿动物小说中的动物往往是一些“天赋不凡的个体”，不少都有悲剧英雄一般的气质，往往能获得读者的同情。
- 西顿在描述动物心理时多强调热爱、忠诚、饥饿、仇恨、痛苦、寂寞这些最基本的情感，而不是更为复杂的人类的思想情绪。
- 西顿多采用第三人称来讲述故事，这样更容易被读者所接受和信服。

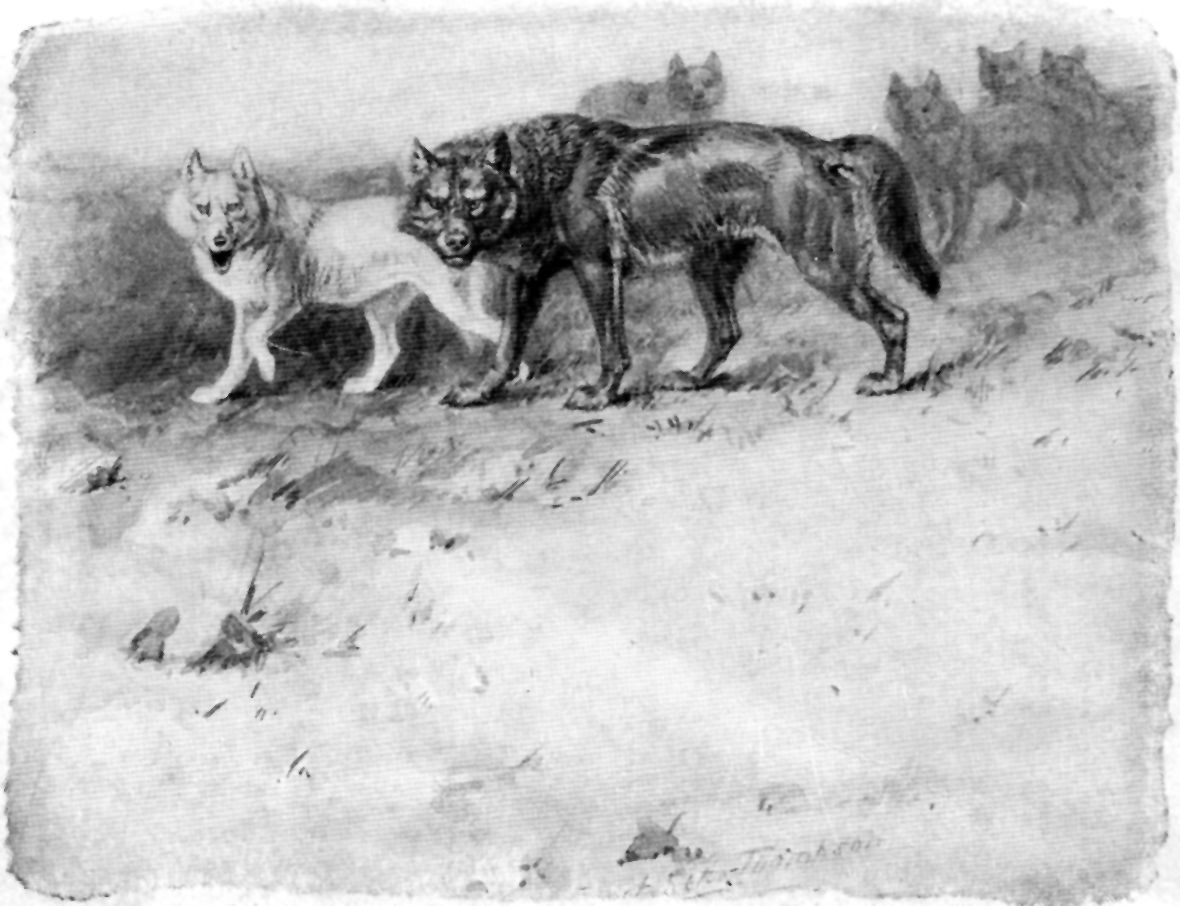
狼王洛波和他的妻子（西顿绘制）

### 作品特色：插图绘制
- 西顿动物小说中的插图都是自己绘制的。
- 西顿很喜欢动物，通过广泛的调查和细致的观察，他笔下的动物活灵活现，富有情感，并充满了生命的尊严。

### 作品列表
- Mammals Of Manitoba (1886)
- Birds of Manitoba, Foster (1891)
- How to Catch Wolves (1894)
- Studies in the Art Anatomy of Animals (1896)
- Wild Animals I Have Known 我所知道的野生动物 (現譯為西頓動物記)(1898)
- The Trail of The Sandhill Stag (1899)
- The Wild Animal Play For Children (Musical) (1900)
- The Biography of A Grizzly (1900)
- Lives of the Hunted (1901)
- Twelve Pictures of Wild Animals (1901)
- Krag and Johnny Bear (1902)
- How to Play Indian (1903)
- Two Little Savages (1903)
- How to Make A Real Indian Teepee (1903)
- How Boys Can Form A Band of Indians (1903)
- The Red Book (1904)
- Monarch, The Big Bear of Tallac (1904)
- Woodmyth and Fable, Century (1905)
- Animal Heroes (1905)
- The Birchbark Roll of the Woodcraft Indians (1906)
- The Natural History of the Ten Commandments (1907)
- Fauna of Manitoba, British Assoc. Handbook (1909)
- Biography of A Silver Fox (1909)
- Life-Histories of Northern Animals (2 volumes) (1909)
- Boy Scouts of America: Official Handbook, with General Sir Baden-Powell (1910)
- The Forester's Manual (1910)
- The Arctic Prairies (1911)
- Rolf In The Woods (1911)
- The Book of Woodcraft and Indian Lore (1912)
- The Red Lodge (1912)
- Wild Animals At Home (1913)
- The Slum Cat (1915)
- Legend of the White Reindeer (1915)
- The Manual of the Woodcraft Indians (1915)
- Wild Animal Ways (1916)
- Woodcraft Manual for Girls (1916)
- The Preacher of Cedar Mountain (1917)
- Woodcraft Manual for Boys; the Sixteenth Birch Bark Roll (1917)
- The Woodcraft Manual for Boys; the Seventeenth Birch Bark Roll (1918)
- The Woodcraft Manual for Girls; the Eighteenth Birch Bark Roll (1918)
- Sign Talk of the Indians (1918)
- The Laws and Honors of the Little Lodge of Woodcraft (1919)
- The Brownie Wigwam; The Rules of the Brownies (1921)
- The Buffalo Wind (1921)
- Woodland Tales (1921)
- The Book of Woodcraft (1921)
- The Book of Woodcraft and Indian Lore (1922)
- Bannertail: The Story of A Gray Squirrel (1922)
- Manual of the Brownies; Manual of the Brownies 6th edition (1922)
- The Ten Commandments in the Animal World (1923)
- Animals (1926)
- Animals Worth Knowing (1928)
- Lives of Game Animals (4 volumes) (1925–1928)
- Blazes on The Trail (1928)
- Krag, The Kootenay Ram and Other Stories (1929)
- Billy the Dog That Made Good (1930)
- Cute Coyote and Other Stories (1930)
- Lobo, Bingo, The Pacing Mustang (1930)
- Famous Animal Stories (1932)
- Animals Worth Knowing (1934)
- Johnny Bear, Lobo and Other Stories (1935)
- The Gospel of the Redman, with Julia Seton (1936)
- Biography of An Arctic Fox (1937)
- Great Historic Animals (1937)
- Mainly About Wolves (1937)
- Pictographs of the Old Southwest (1937)
- Buffalo Wind (1938)
- Trail and Camp-Fire Stories (1940)
- Trail of an Artist-Naturalist: The Autobiography of Ernest Thompson Seton (1940)
- Santanna, The Hero Dog of France (1945)
- The Best of Ernest Thompson Seton (1949)
- Ernest Thompson Seton's America (1954)
- Animal Tracks and Hunter Signs (1958)
- The Worlds of Ernest Thompson Seton (1976)

## 经典话语
- 西顿：自由的野生动物有着高贵的自尊和伟大的情感，它们也是我一生中见过的最富有人情味的生命。而我们人类呢，才是一群靠着发达的头脑肆意毁灭自然、践踏生命的野兽。(《西顿野生动物集》)
- 西顿：人类常以开发文明为借口，破坏美丽的大自然，甚至肆意杀害野生动物；而我始终想赋予它们安宁、平静的生活。使人类停止虐待野生动物，是我最大的愿望。

## 外部連結
- Ernest Thompson Seton Institute
- Ernest Thompson Seton's scientific collections at Philmont
- Seton Village site at the NPS （页面存档备份，存于）
- On-line Seton art exhibition and collections （页面存档备份，存于）
- The Birchbark Roll （页面存档备份，存于） (full text)
- Ernest Thompson Seton的作品  - 古騰堡計劃
- Ernest Thompson Seton in Upasika （页面存档备份，存于）
- Academy for the Love of Learning （页面存档备份，存于）